# 짐 새서

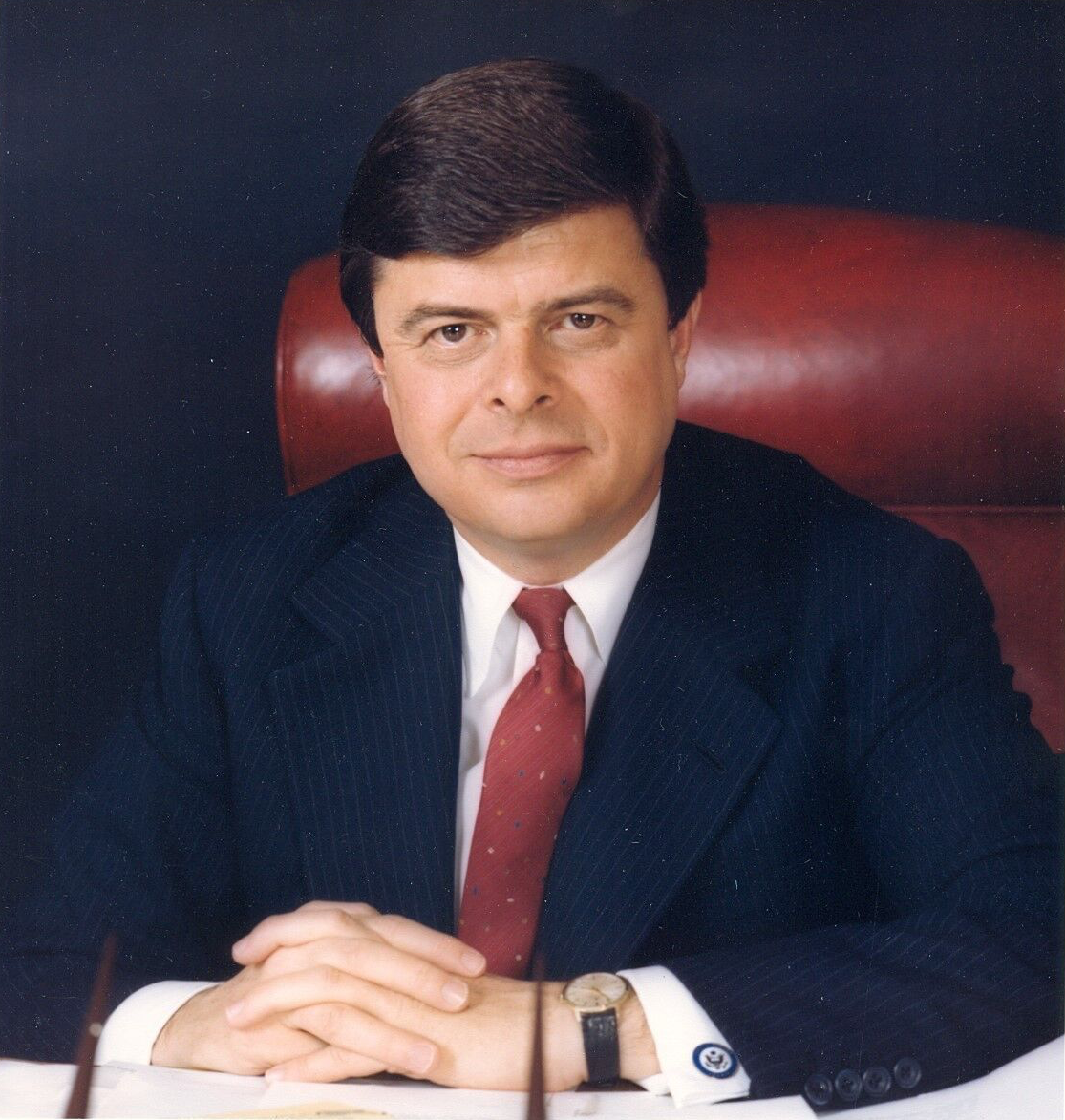
1986년 공식 초상화

짐 새서(Jim Sasser, 본명: 제임스 랄프 새서, 본명 영어: James Ralph Sasser, 1936년 9월 30일 ~ 2024년 9월 10일)는 미국의 정치인, 외교관, 변호사였다. 민주당 (미국)원인 새서는 1977년부터 1995년까지 테네시주에서 미국 상원의원으로 세 차례 재임했으며 상원 예산위원회 의장을 역임했다. 1996년부터 1999년까지 클린턴 행정부 시절 그는 주중 미국 대사를 지냈다.

## 개인사와 죽음
새서는 1962년 메리 고먼과 결혼하여 두 자녀를 두었다. 2024년 9월 10일 노스캐롤라이나주 채플힐 (노스캐롤라이나주)에 있는 자택에서 심장마비로 87세의 나이로 사망했다.

## 역대 선거 결과
| 선거명      | 직책명                  | 대수  | 정당   | 득표율 | 득표수      | 결과 | 당락                   |
| ----------- | ----------------------- | ----- | ------ | ------ | ----------- | ---- | ---------------------- |
| 1976년 선거 | 상원의원 (테네시 제1부) | 95대  | 민주당 | 52.46% | 751,180표   | 1위  | 테네시주 상원의원 당선 |
| 1982년 선거 | 상원의원 (테네시 제1부) | 98대  | 민주당 | 61.93% | 780,113표   | 1위  | 테네시주 상원의원 당선 |
| 1988년 선거 | 상원의원 (테네시 제1부) | 101대 | 민주당 | 65.09% | 1,020,061표 | 1위  | 테네시주 상원의원 당선 |
| 1994년 선거 | 상원의원 (테네시 제1부) | 104대 | 민주당 | 42.10% | 623,164표   | 2위  | 낙선                   |